# Kock (gmina w powiecie łukowskim)
Kock – gmina wiejska istniejąca na przełomie XIX i XX wieku w guberni siedleckiej i chełmskiej. Siedzibą władz gminy była osada miejska Kock.
Gmina Kock powstała za Królestwa Polskiego – 13 stycznia 1870 w powiecie łukowskim w guberni siedleckiej w związku z utratą praw miejskich przez miasto Kock i przekształceniu jego w wiejską gminę Kock w granicach dotychczasowego miasta. W 1912 roku gmina weszła w skład nowo utworzonej guberni chełmskiej.
Jako gmina wiejska jednostka przestała funkcjonować 7 lutego 1919 w związku z przywróceniem Kockowi praw miejskich i przekształceniem jednostki w gminę miejską.